# جاك بيركت
جاك بيركت (بالإنجليزية: Jack Burkett)‏ هو مدرب كرة قدم ولاعب كرة قدم بريطاني، ولد في 21 أغسطس 1942 في إدمونتون ‏ في المملكة المتحدة. لعب مع باتريك أتلتيك وتشارلتون أثلتيك ونادي ساوثيند يونايتد ونادي ميلوول ووست هام يونايتد.

## وصلات خارجية
- جاك بيركت على موقع قاعدة بيانات كرة القدم.إي يو (الإنجليزية)